# Ascidia correi
Ascidia correi är en sjöpungsart som beskrevs av Monniot 1970. Ascidia correi ingår i släktet Ascidia och familjen Ascidiidae. Inga underarter finns listade i Catalogue of Life.